# حلقات الإحكام القطرية

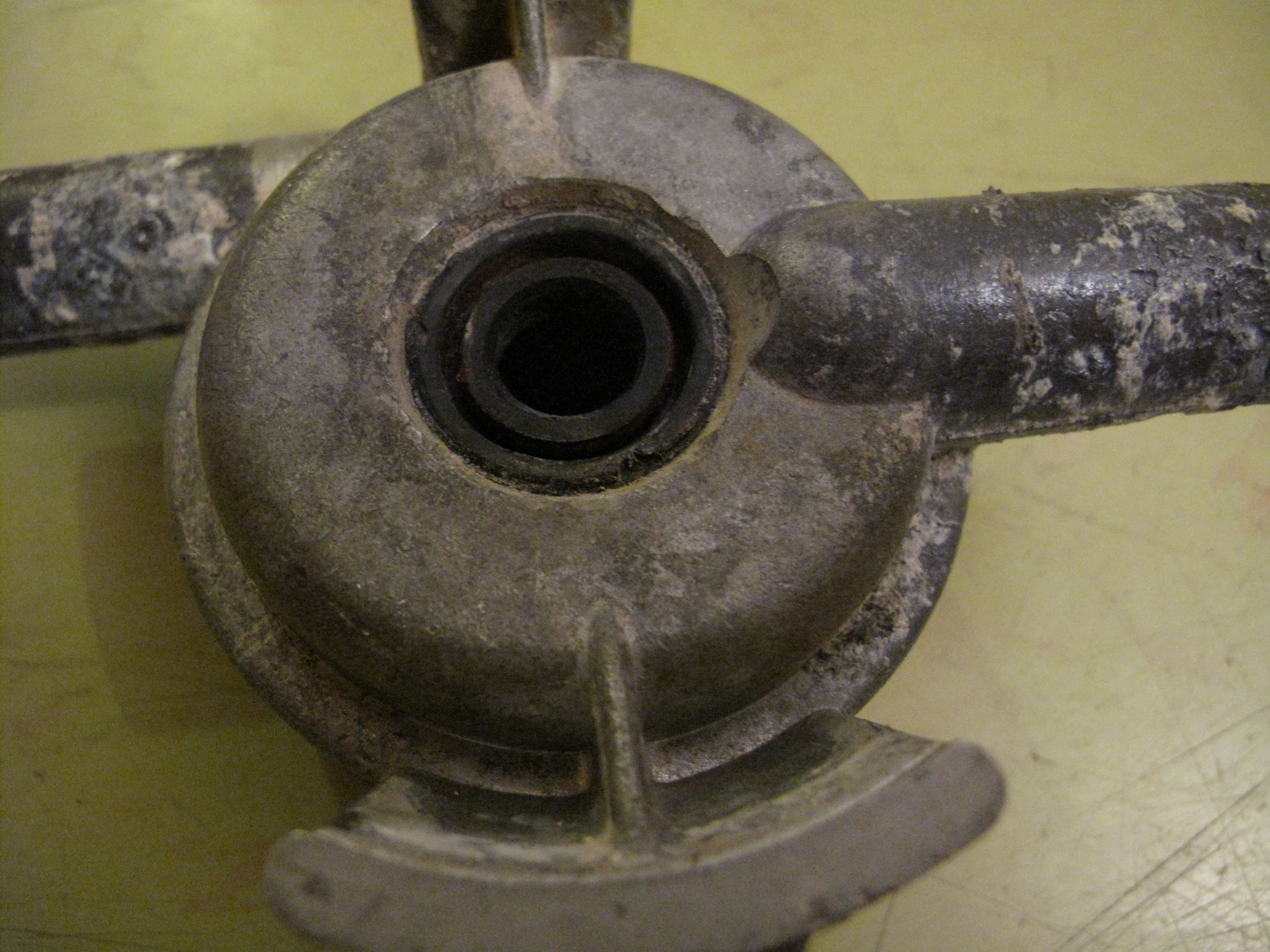
حلقة إحكام قطرية لمضخة غسالة

حلقات الإحكام القطرية أو المحكمات القطرية تستخدم لإحكام العناصر الدوارة، مثل القضبان أو التجاويف الدائرية. توضع حلقات الإحكام بين القطع الدوارة والقطع الثابتة. صٌنعت أولى حلقات الإحكام من الجلد الخام، والعديد من الشركات المصنعة للمحكمات اليوم كانت عبارة عن مدابغ جلود. مع ظهور اللدائن التي حلت محل الجلود الخام، أٌضيف نابض رباطي لحلقات الإحكام مما يساعد شفة الإحكام على التعويض عن تآكل الشفة وتغييرات مادة المطاط الصناعي.

منظر مقطعي لحلقة إحكام قطرية

للمٌحكِم مكونان أساسيان, شفة الإحكام والغطاء الخارجي (1 و 2 في الصورة). حيث يعمل الغطاء الخارجي على تثبيت حلقة الإحكام في التجويف بينما تعمل شفة الإحكام على إحكام الزيت ومنع تهربه من المساحة ما حول القضيب.
يوجد مكونات أخرى للمحكمات القطرية لكنها ليست أساسية ويتم إضافتها أو إسقاطها حسب متطلبات التصميم. أبرز المكنوات الغير أساسية هو شفة الغبار والنابض الرباطي (4 , 3 في الصورة).